# Saison 2016 de l'équipe cycliste Tinkoff
La saison 2016 de l'équipe cycliste Tinkoff est la seizième de cette équipe.

## Préparation de la saison 2016

### Sponsors et financement de l'équipe
À l'issue de la saison 2015, Saxo Bank a mis fin à son partenariat avec l'équipe, dont elle était sponsor depuis huit ans. Tinkoff Bank demeure le seul sponsor-titre en 2016. Oleg Tinkov, propriétaire de l'équipe depuis 2014, a annoncé décembre 2015 son intention de la revendre après la saison 2016.
Depuis 2009, le fournisseur de cycles de l'équipe est Specialized.

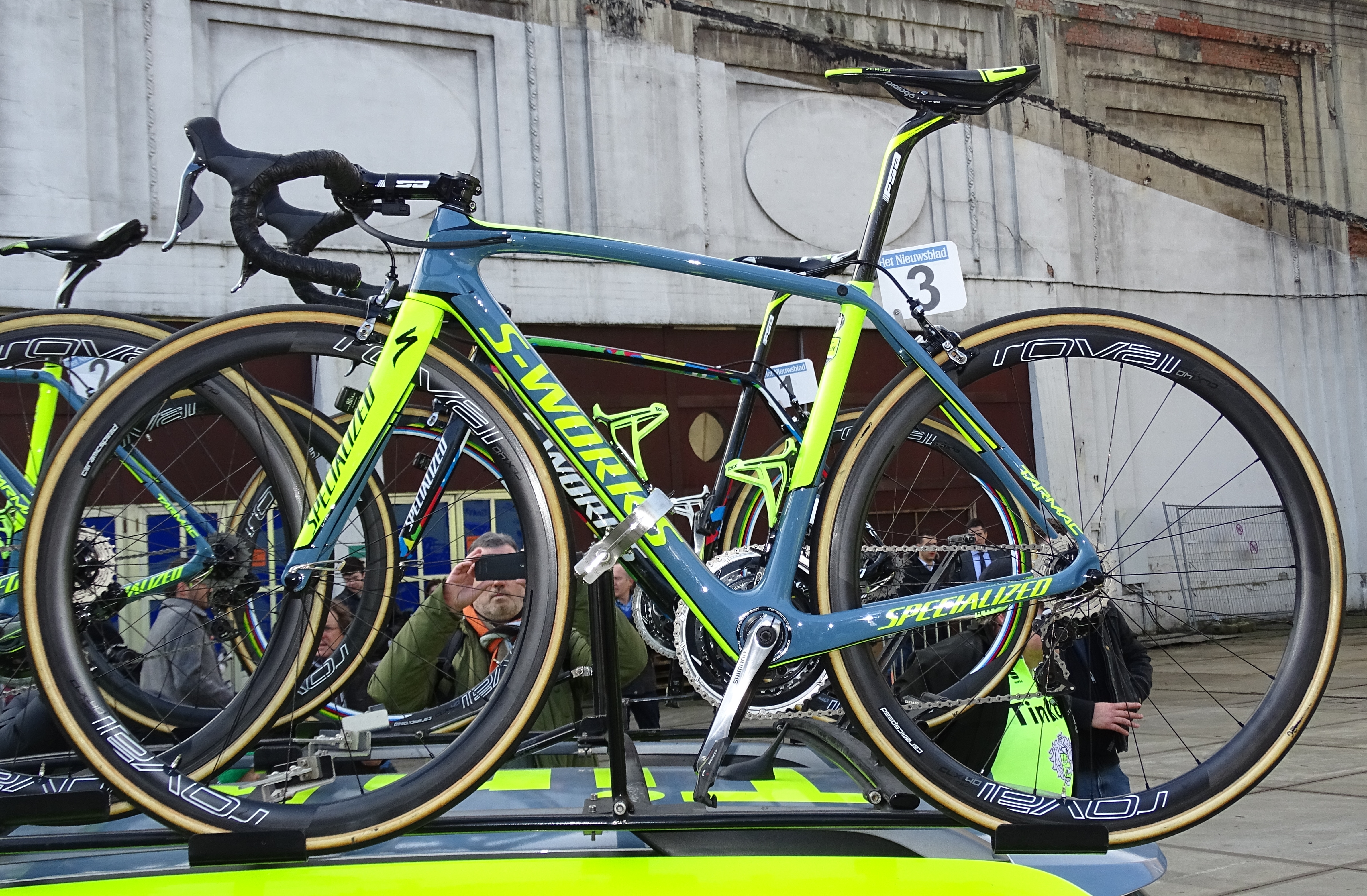
Modèle Tarmac de Specialized, utilisé lors du Circuit Het Nieuwsblad.
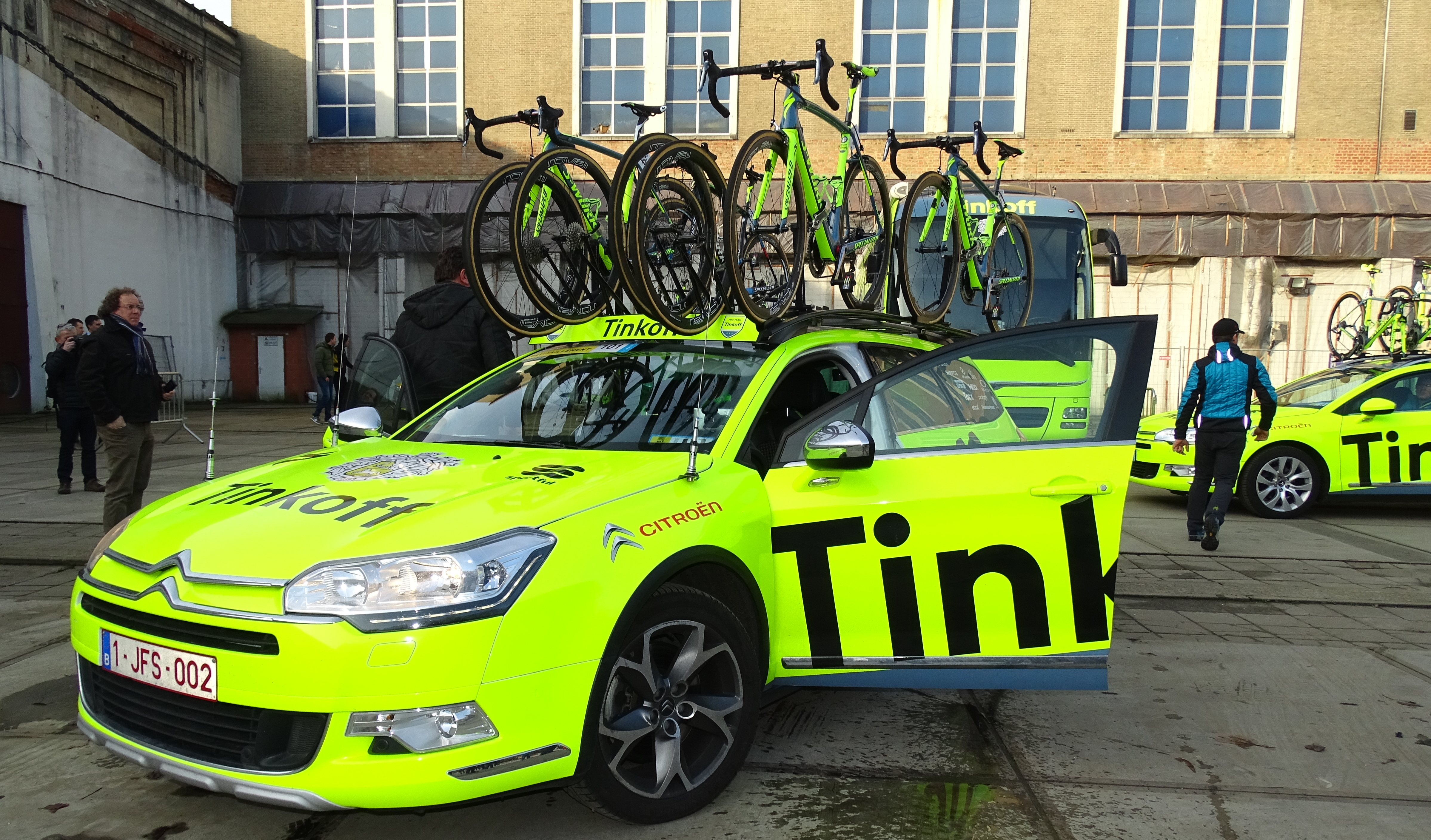
Véhicule de l'équipe lors du Circuit Het Nieuwsblad.

### Arrivées et départs
| Arrivées      | Équipe 2015                 |
| ------------- | --------------------------- |
| Erik Baška    | AWT-Greenway                |
| Adam Blythe   | Orica-GreenEDGE             |
| Oscar Gatto   | Androni Giocattoli-Sidermec |
| Michael Gogl  | Tirol                       |
| Yury Trofimov | Katusha                     |

| Départs                 | Équipe 2016                |
| ----------------------- | -------------------------- |
| Ivan Basso              | retraite                   |
| Edward Beltrán          | EPM-UNE-Área Metropolitana |
| Matti Breschel          | Cannondale                 |
| Christopher Juul Jensen | Orica-GreenEDGE            |
| Michael Mørkøv          | Katusha                    |
| Bruno Pires             | Roth                       |
| Chris Anker Sørensen    | Fortuneo-Vital Concept     |
| Oliver Zaugg            | IAM                        |

## Coureurs et encadrement technique

### Effectif

Portraits
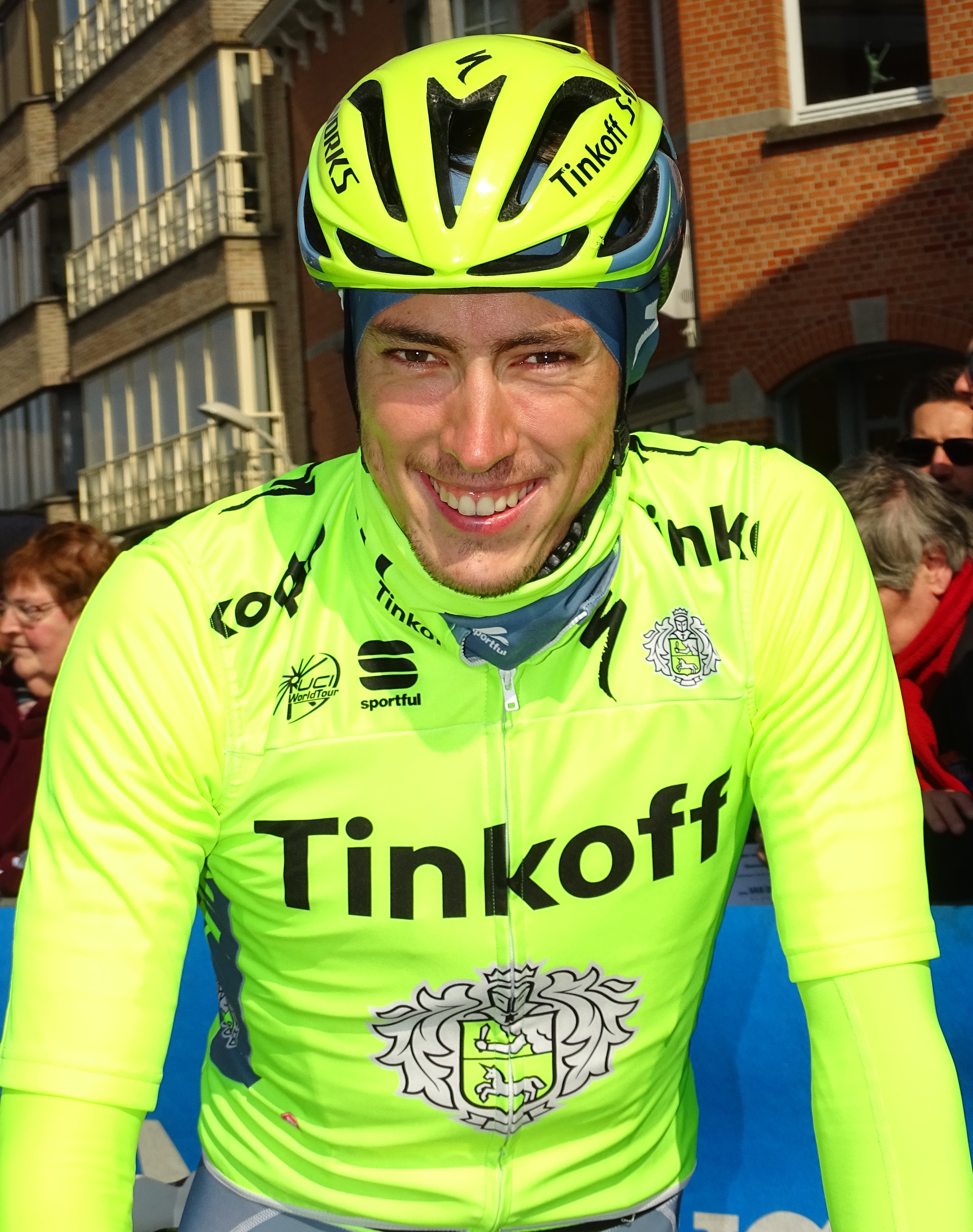
Michael Gogl.
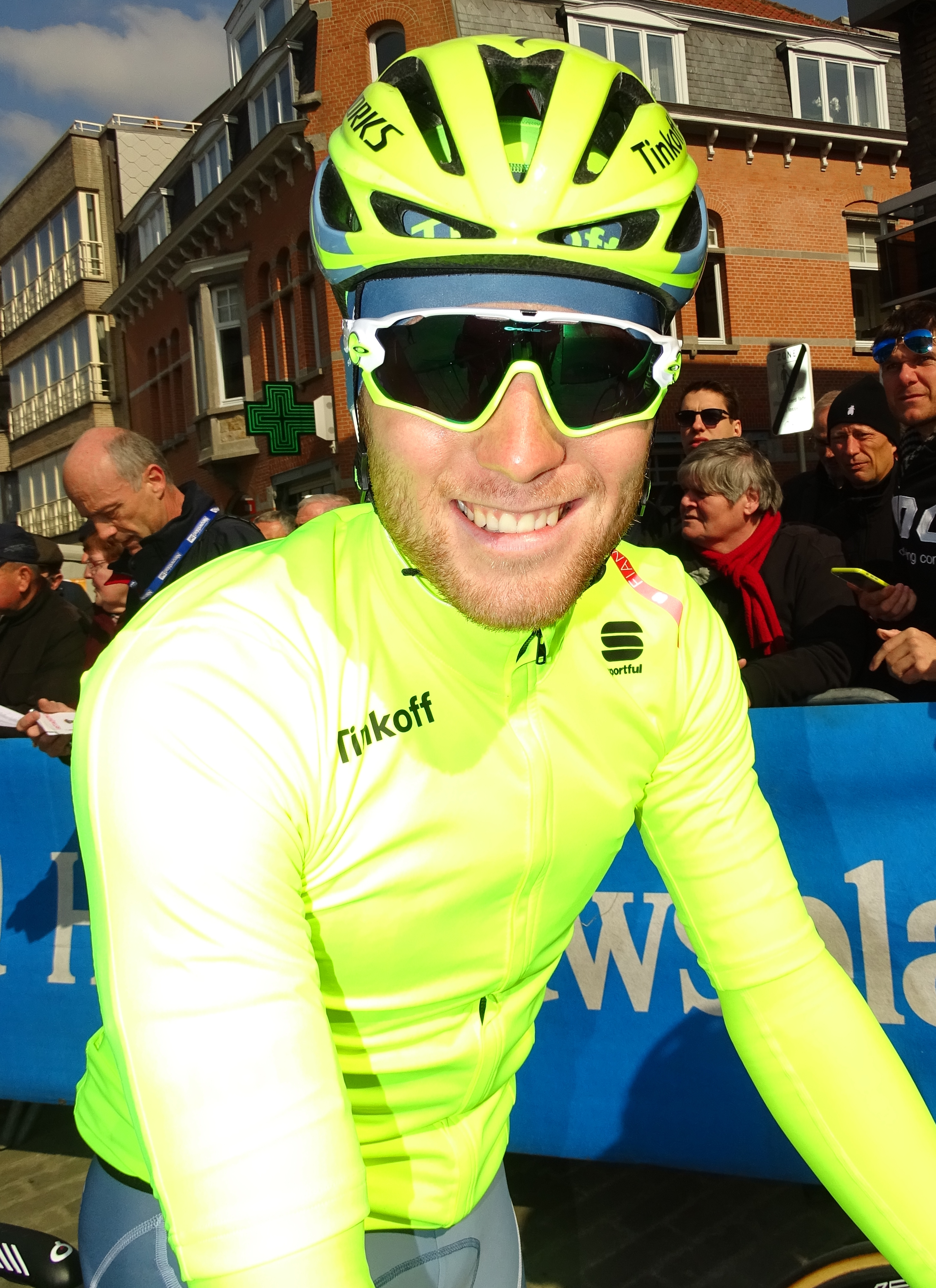
Michal Kolář.
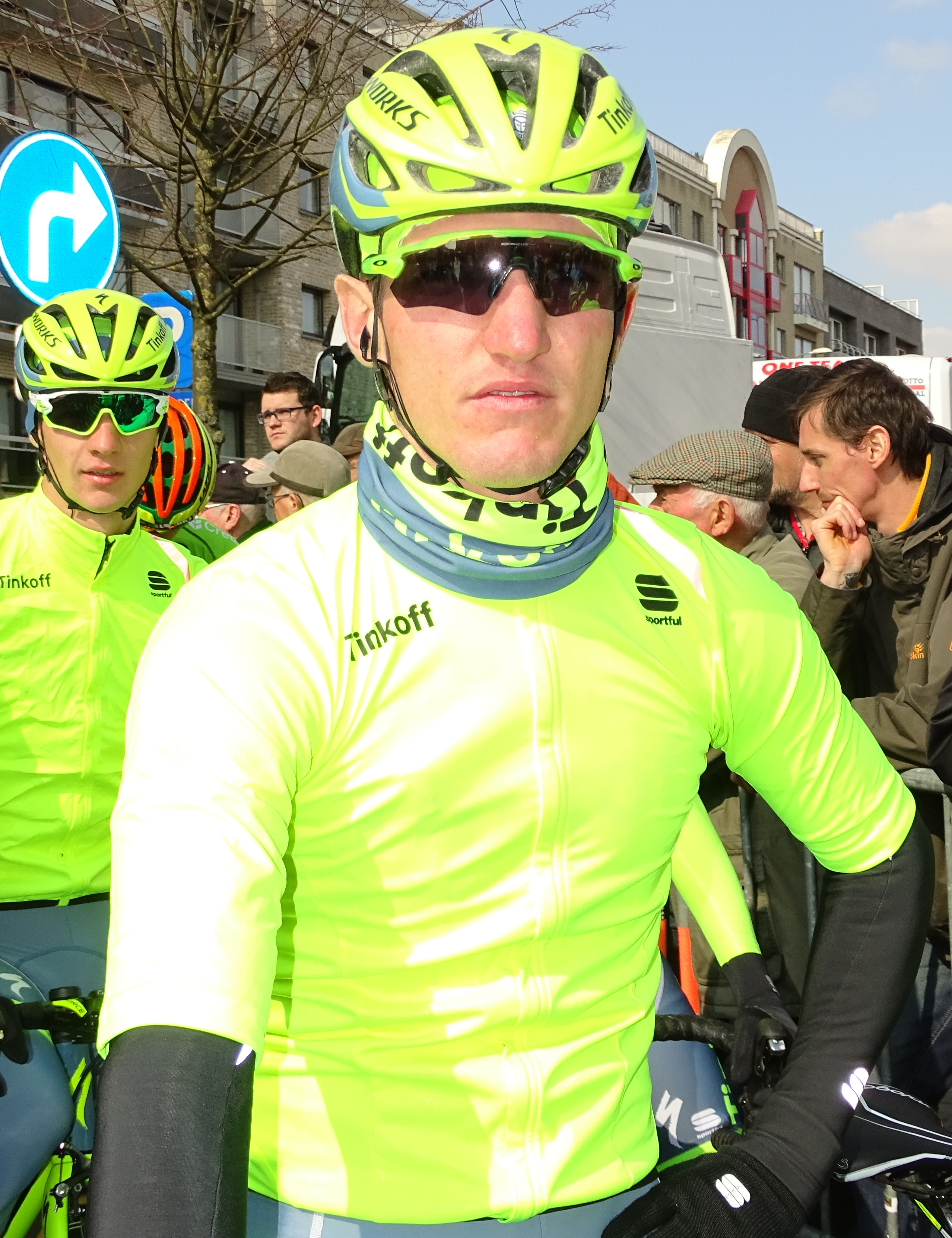
Jay McCarthy.
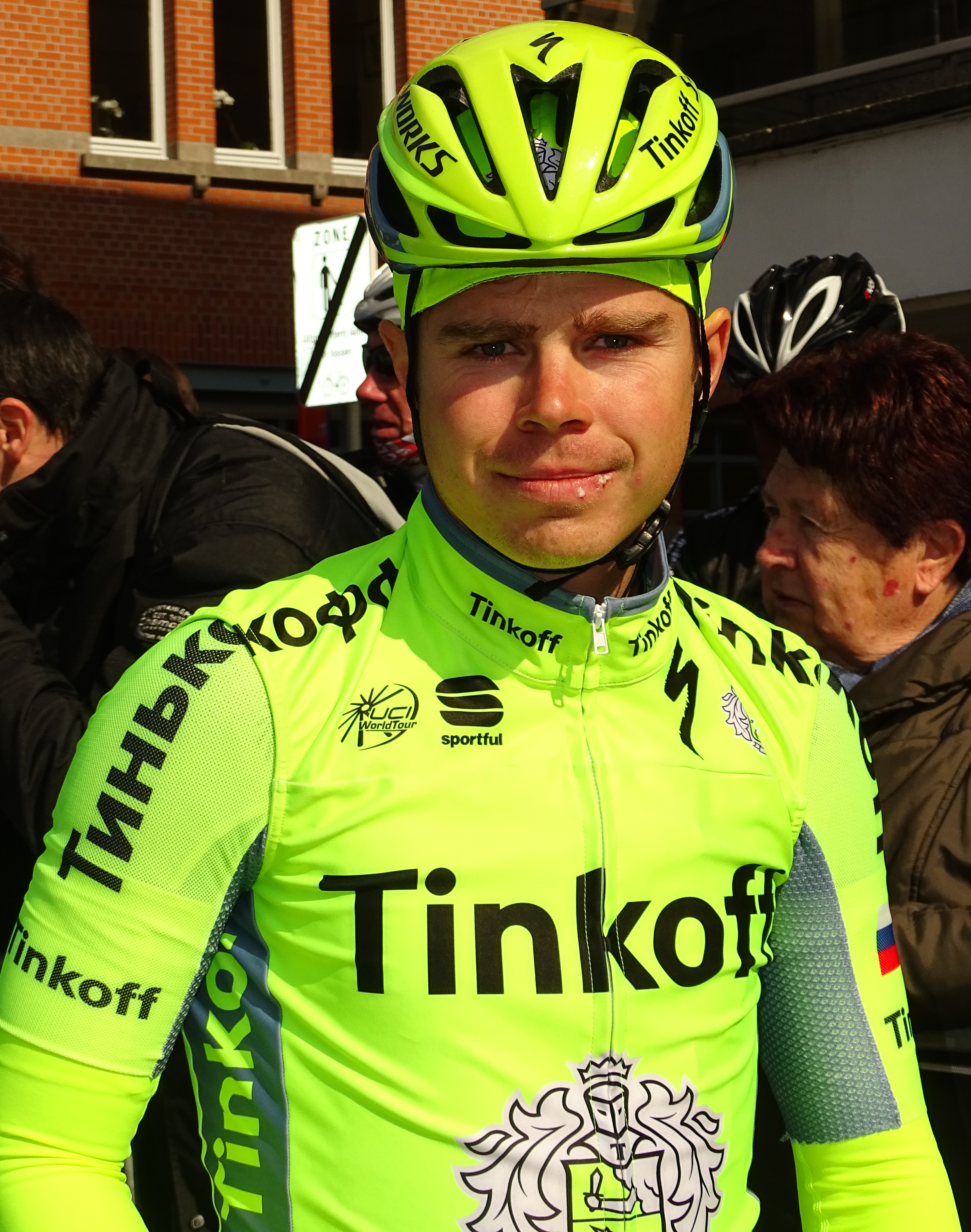
Juraj Sagan.
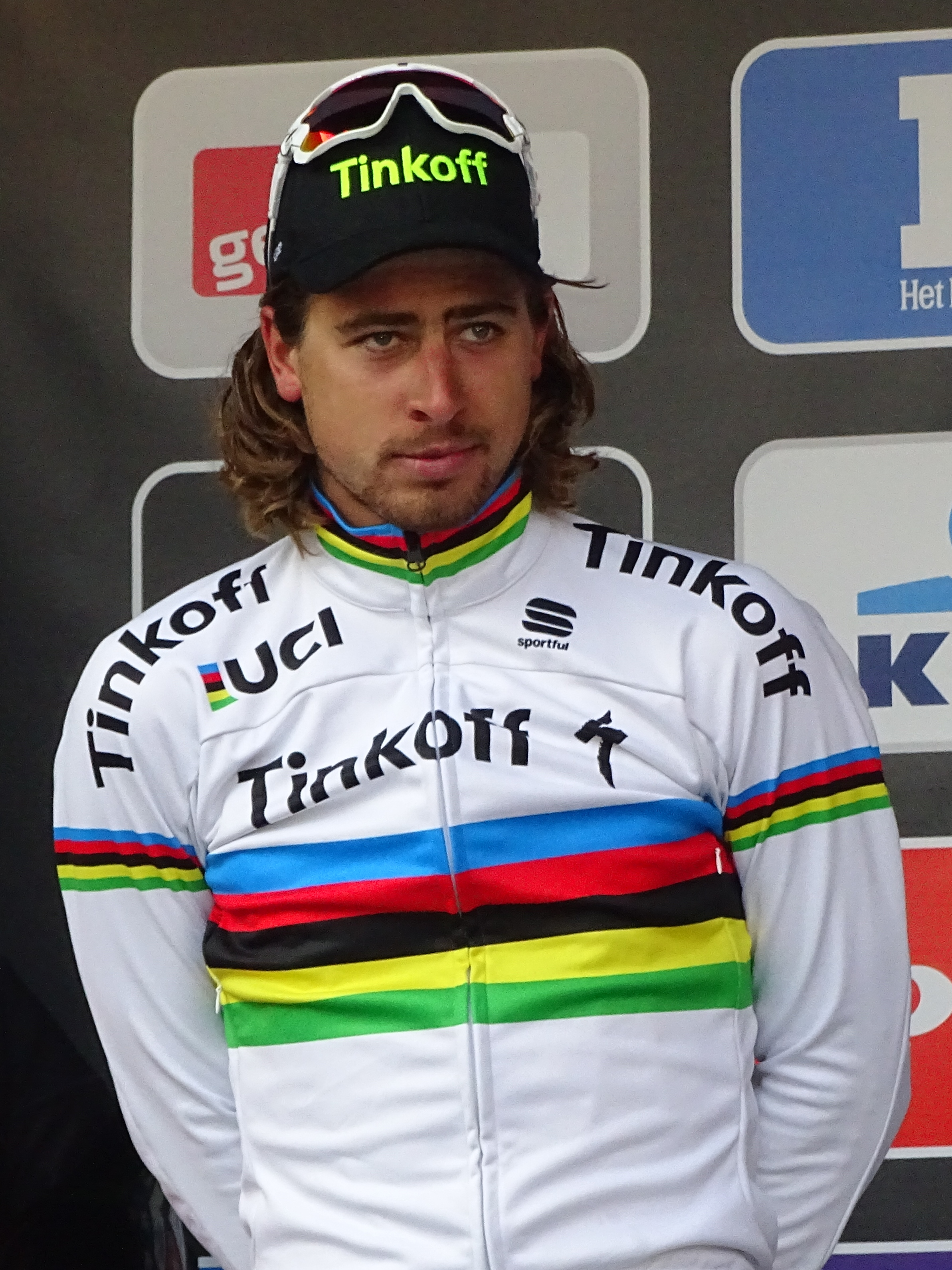
Peter Sagan.

| Cycliste                 | Date de naissance | Nationalité | Équipe 2015                 |  |
| ------------------------ | ----------------- | ----------- | --------------------------- |  |
| Erik Baška               | 12 janvier 1994   | Slovaquie   | AWT-Greenway                |  |
| Daniele Bennati          | 24 septembre 1980 | Italie      | Tinkoff-Saxo                |  |
| Adam Blythe              | 1er octobre 1989  | Royaume-Uni | Orica-GreenEDGE             |  |
| Manuele Boaro            | 12 mars 1987      | Italie      | Tinkoff-Saxo                |  |
| Maciej Bodnar            | 7 mars 1985       | Pologne     | Tinkoff-Saxo                |  |
| Pavel Brutt              | 29 janvier 1982   | Russie      | Tinkoff-Saxo                |  |
| Alberto Contador         | 6 décembre 1982   | Espagne     | Tinkoff-Saxo                |  |
| Oscar Gatto              | 1er janvier 1985  | Italie      | Androni Giocattoli-Sidermec |  |
| Michael Gogl             | 4 novembre 1993   | Autriche    | Tirol                       |  |
| Jesper Hansen            | 23 octobre 1990   | Danemark    | Tinkoff-Saxo                |  |
| Jesús Hernández Blázquez | 28 septembre 1981 | Espagne     | Tinkoff-Saxo                |  |
| Robert Kišerlovski       | 9 août 1986       | Croatie     | Tinkoff-Saxo                |  |
| Michal Kolář             | 21 décembre 1992  | Slovaquie   | Tinkoff-Saxo                |  |
| Roman Kreuziger          | 6 mai 1986        | Tchéquie    | Tinkoff-Saxo                |  |
| Rafał Majka              | 12 septembre 1989 | Pologne     | Tinkoff-Saxo                |  |
| Jay McCarthy             | 8 septembre 1992  | Australie   | Tinkoff-Saxo                |  |
| Sérgio Paulinho          | 26 mars 1980      | Portugal    | Tinkoff-Saxo                |  |
| Evgueni Petrov           | 25 mai 1978       | Russie      | Tinkoff-Saxo                |  |
| Paweł Poljański          | 6 mai 1990        | Pologne     | Tinkoff-Saxo                |  |
| Michael Rogers           | 20 décembre 1979  | Australie   | Tinkoff-Saxo                |  |
| Ivan Rovny               | 30 septembre 1987 | Russie      | Tinkoff-Saxo                |  |
| Juraj Sagan              | 23 décembre 1988  | Slovaquie   | Tinkoff-Saxo                |  |
| Peter Sagan              | 26 janvier 1990   | Slovaquie   | Tinkoff-Saxo                |  |
| Matteo Tosatto           | 14 mai 1974       | Italie      | Tinkoff-Saxo                |  |
| Yury Trofimov            | 26 janvier 1984   | Russie      | Katusha                     |  |
| Nikolay Trusov           | 2 juillet 1985    | Russie      | Tinkoff-Saxo                |  |
| Michael Valgren          | 7 février 1992    | Danemark    | Tinkoff-Saxo                |  |
| Stagiaire                | Date de naissance | Nationalité | Équipe 2016                 |  |
| Davide Ballerini         | 21 septembre 1994 | Italie      | Hopplà-Petroli Firenze      |  |
| Lorenzo Fortunato        | 9 mai 1996        | Italie      | Hopplà-Petroli Firenze      |  |
| Andrea Montagnoli        | 27 juillet 1995   | Italie      | Hopplà-Petroli Firenze      |  |

- Portraits
- Michael Gogl.
- Michal Kolář.
- Jay McCarthy.
- Juraj Sagan.
- Peter Sagan.

## Bilan de la saison

### Victoires
L'équipe Tinkoff gagne 32 courses durant cette saison, 34 en incluant les victoires de Peter Sagan avec l'équipe de Slovaquie. Quatorze d'entre elles sont obtenues lors d'épreuves du World Tour.
| Date       | Course                                      | Pays        | Classe | Vainqueur        |
| ---------- | ------------------------------------------- | ----------- | ------ | ---------------- |
| 20/01/2016 | 2e étape du Tour Down Under                 | Australie   | WT     | Jay McCarthy     |
| 17/02/2016 | 1re étape du Tour d'Andalousie              | Espagne     | 2.1    | Daniele Bennati  |
| 19/02/2016 | 3e étape du Tour d'Andalousie               | Espagne     | 2.1    | Oscar Gatto      |
| 21/02/2016 | 5e étape du Tour de l'Algarve               | Portugal    | 2.1    | Alberto Contador |
| 18/03/2016 | Handzame Classic                            | Belgique    | 1.1    | Erik Baška       |
| 27/03/2016 | Gand-Wevelgem                               | Belgique    | WT     | Peter Sagan      |
| 31/03/2016 | 3eb étape des Trois Jours de La Panne       | Belgique    | 2.HC   | Maciej Bodnar    |
| 03/04/2016 | Tour des Flandres                           | Belgique    | WT     | Peter Sagan      |
| 09/04/2016 | 6e étape du Tour du Pays basque             | Espagne     | WT     | Alberto Contador |
| 09/04/2016 | Classement général du Tour du Pays basque   | Espagne     | WT     | Alberto Contador |
| 23/04/2016 | 5e étape du Tour de Croatie                 | Croatie     | 2.1    | Tinkoff          |
| 15/05/2016 | 1re étape du Tour de Californie             | États-Unis  | 2.HC   | Peter Sagan      |
| 18/05/2016 | 4e étape du Tour de Californie              | États-Unis  | 2.HC   | Peter Sagan      |
| 05/06/2016 | Prologue du Critérium du Dauphiné           | France      | WT     | Alberto Contador |
| 12/06/2016 | 1re étape du Tour de Suisse                 | Suisse      | WT     | Peter Sagan      |
| 13/06/2016 | 2e étape du Tour de Suisse                  | Suisse      | WT     | Peter Sagan      |
| 22/06/2016 | Championnat de Pologne du contre-la-montre  | Pologne     | CN     | Maciej Bodnar    |
| 26/06/2016 | Championnat de Pologne sur route            | Pologne     | CN     | Rafał Majka      |
| 26/06/2016 | Championnat de Grande-Bretagne sur route    | Royaume-Uni | CN     | Adam Blythe      |
| 26/06/2016 | Championnat de République tchèque sur route | Tchéquie    | CN     | Roman Kreuziger  |
| 26/06/2016 | Championnat de Slovaquie sur route          | Tchéquie    | CN     | Juraj Sagan      |
| 03/07/2016 | 2e étape du Tour de France                  | France      | WT     | Peter Sagan      |
| 13/07/2016 | 11e étape du Tour de France                 | France      | WT     | Peter Sagan      |
| 18/07/2016 | 16e étape du Tour de France                 | France      | WT     | Peter Sagan      |
| 27/07/2016 | 1re étape du Tour du Danemark               | Danemark    | 2.HC   | Daniele Bennati  |
| 29/07/2016 | 3e étape du Tour du Danemark                | Danemark    | 2.HC   | Michael Valgren  |
| 31/07/2016 | Classement général du Tour du Danemark      | Danemark    | 2.HC   | Michael Valgren  |
| 06/08/2016 | Classement général du Tour de Burgos        | Espagne     | 2.HC   | Alberto Contador |
| 09/09/2016 | Grand Prix cycliste de Québec               | Canada      | WT     | Peter Sagan      |
| 21/09/2016 | 3e étape de l'Eneco Tour                    | Belgique    | WT     | Peter Sagan      |
| 21/09/2016 | Tour de Toscane                             | Italie      | 2.1    | Daniele Bennati  |
| 22/09/2016 | 4e étape de l'Eneco Tour                    | Belgique    | WT     | Peter Sagan      |

### Résultats sur les courses majeures
Les tableaux suivants représentent les résultats de l'équipe dans les principales courses du calendrier international (les cinq classiques majeures et les trois grands tours). Pour chaque épreuve est indiqué le meilleur coureur de l'équipe, son classement ainsi que les accessits glanés par Tinkoff sur les courses de trois semaines.

#### Classiques
| Classique            | Milan-San Remo    | Tour des Flandres | Paris-Roubaix     | Liège-Bastogne-Liège | Tour de Lombardie  |
| -------------------- | ----------------- | ----------------- | ----------------- | -------------------- | ------------------ |
| Coureur (classement) | Peter Sagan (12e) | Peter Sagan (1er) | Peter Sagan (11e) | Roman Kreuziger (7e) | Michael Gogl (35e) |

#### Grands tours
| Grand tour           | Tour d'Italie    | Tour de France | Tour d'Espagne                            |
| -------------------- | ---------------- | --- | ----------------------------------------- |
| Coureur (classement) | Rafał Majka (5e) | Roman Kreuziger (10e) | Alberto Contador (4e)                     |
| Accessits            | -                | 3 victoires d'étapes (Peter Sagan), Classement par points (Peter Sagan), Grand Prix de la montagne (Rafał Majka), Prix de la combativité (Peter Sagan) | Prix de la combativité (Alberto Contador) |